# Paola Marchetti
Paola Marchetti (Pisa, 2 febbraio 1904 – Torino, 24 maggio 1942) è stata una compositrice e pianista italiana.
È entrata nella storia della musica leggera come autrice della musica di Un'ora sola ti vorrei, una evergreen incisa per la prima volta nel 1938 da Nuccia Natali e poi reincisa in seguito da molti altri artisti fra i quali: Fedora Mingarelli, The Showmen, Ornella Vanoni, Iva Zanicchi, Giorgia.

## Biografia
Trasferitasi a Torino, inizia a scrivere canzoni negli anni trenta, raggiungendo il successo nel 1937 con Liù, inserita nella colonna sonora del film I fucilieri di marina sbarcano.
L'anno seguente scrive Un'ora sola ti vorrei per la commedia musicale Una voce nell'ombra (e inclusa anche nel film Maman Colibrì): incisa da Nuccia Natali (come lato B di È arrivato l'ambasciatore), ottiene un grande successo nel 1939 nella versione di Fedora Mingarelli.
Nello stesso anno scrive Evviva la torre di Pisa, portata al successo da Alfredo Clerici, e Ti voglio amar, su testo di Nisa, incisa da  Miryam Ferretti e inclusa nel film Ritorno all'alba; sempre con Nisa scrive Sentirai nel cuor..., anche questa lanciata dalla Ferretti.
Sposata nel 1938 con il paroliere Giacomo Mario Gili (che si firmava spesso con lo pseudonimo Mario Liri), con cui scrisse alcune canzoni, ebbe una figlia, Renata.
Il 1941 è l'anno di Non passa più, su testo di Liri, incisa da Ernesto Bonino. Paola Marchetti muore il 24 maggio 1942 all'ospedale Molinette di Torino.
Alla Siae sono depositate a suo nome 32 canzoni.

## Le principali canzoni scritte da Paola Marchetti
| Anno           | Titolo                   | Autori del testo | Autori della musica              | Interpreti        |
| -------------- | ------------------------ | ---------------- | -------------------------------- | ----------------- |
| 1938           | Chitarratella            | Enzo Bonagura    | Paola Marchetti e Mario Ruccione | Otello Boccaccini |
| 1938           | Un'ora sola ti vorrei    | Umberto Bertini  | Paola Marchetti                  | Nuccia Natali     |
| 1938           | Come Wally               | Cram             | Paola Marchetti                  | Luciana Dolliver  |
| 1939           | Ti voglio amar           | Nisa             | Paola Marchetti                  | Miryam Ferretti   |
| 1939           | Forse mai più            | Enzo Bonagura    | Paola Marchetti e Mario Ruccione | Miryam Ferretti   |
| 1939           | Evviva la torre di Pisa  | Aminta           | Paola Marchetti e Nino Casiroli  | Alfredo Clerici   |
| 1940           | Sentirai nel cuor...     | Nisa             | Paola Marchetti                  | Miryam Ferretti   |
| 1941           | Non passa più            | Liri             | Paola Marchetti                  | Ernesto Bonino    |
| 1941           | Cosa c'era su quel prato | Aminta           | Paola Marchetti e Nino Casiroli  | Daniele Serra     |
| 1942           | Disperatamente t'amo     | Liri             | Paola Marchetti e Nino Ravasini  | Wanda Osiris      |
| 1947 (postuma) | Perdutamente             | Liri             | Paola Marchetti                  | Ebe De Paulis     |